# 大馬爾伯勒街

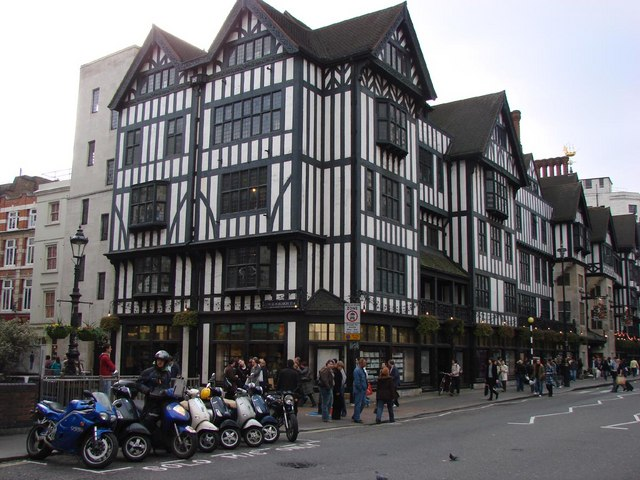
Liberty store on Great Marlborough Street

大馬爾伯勒街（英語：Great Marlborough Street）是位於倫敦西部蘇豪區的道路，從攝政街經卡納比街往東通往諾埃爾街。
大馬爾伯勒街原本是泰本路（今牛津街）以南米爾菲爾德莊園的一部分，在1704年左右落成，並以第一代馬爾博羅公爵約翰·邱吉爾命名。它是18世紀潮流的象徵，直至19世紀末大部分建築被拆卸後則改成以商業與零售用途為主。大馬爾伯勒街於18世紀晚期則因馬爾伯勒街裁判法院成為倫敦最重要的裁判法院之一，而被認為與司法有關聯。
利寶百貨公司的門店設於大馬爾伯勒街與攝政街的交界處，採用了仿都鐸式建築的店面風格。